# KStars
KStars é um programa de computador desenvolvido para o ambiente KDE e que funciona na maioria dos sistemas Unix, como o Linux e o FreeBSD.
Tem a capacidade de exibir uma simulação gráfica do céu noturno de qualquer lugar da Terra, em qualquer data e horário.
Entre outras características, pode controlar telescópios e câmeras CCD.
Pode também baixar fotos e imagens de qualquer astro de bancos de imagens dos serviços de astronomia do mundo.
Conta com um sistema de busca eficiente que pode se organizar por tipo (galáxia, cometa, aglomerado, etc) catálogo (NGC e M) e nome.